# العجلوني
إسماعيل العجلوني هو إسماعيل بن محمد بن عبد الهادي بن عبد الغني الشهير بالجراحي، والجراحي نسبة إلى أبو عبيدة بن الجراح أحد كبار الصحابة ومن العشرة المبشرون بالجنة، الشافعي المذهب، العجلوني المولد الدمشقي المنشأ والوفاة، كان عالما بارعا صالحا مفيدا، ومحدثا كبيرا، له يد في العلوم عامه لا سيما الحديث والعربية منها.

## مولده ونشأته
ولد في لواء عجلون العثماني الذي تقع أراضيه ضمن محافظات شمال الأردن حاليا في سنة 1087 هـ الموافق 1676، وسماه والده أولا باسم محمد مدة من الزمان لا تزيد على سنة، ثم غير اسمه إلى مصطفى نحو ستة أشهر، ثم غير اسمه إلى إسماعيل واستقر الأمر بهذا الاسم حتى وفاته، لما بلغ العجلوني سن التمييز شرع في قراءة القرآن الكريم حتى حفظه عن ظهر قلبه في مدة يسيرة، ثم قدم إلى دمشق وعمره نحو ثلاثة عشر سنة لطلب العلم في منتصف شوال سنة 1100 هـ، واشتغل على جماعة من علماء الفقه والحديث والتفسير والعربية، أما شيوخه فهم كثيرون والكتب التي قرأها لا تعد لكثرتها ما بين كلام وتفسير وحديث وفقه وأصول وقراءات وفرائض وحساب وعربية بأنواعها ومنطق وغير ذلك، وارتحل إلى الروم -تركيا- في سنة 1119 هـ، ودرس تحت قبة النسر بالجامع الأموي، وفي مسجد بني السفرجلاني ولزمه جماعة كثيرون.

## شيوخه
1. الشيخ أبو المواهب الحنبلي: مفتي الحنابلة بدمشق.
2. محمد الكاملي الدمشقي.
3. الياس الكردي.
4. عبد الغني النابلسي الدمشقي.
5. يونس المصري.
6. محمد شمس الدين الحنفي الرملي.
7. عبد الله بن سالم المكي البصري.
8. تاج الدين القلعي : مفتي مكة.
9. سليمان بن أحمد الرومي.

## تلاميذه
1. محمد بن عبد الوهاب.[2]

## مؤلفاته
1. كشف الخفاء ومزيل الإلباس عما اشتهر من الأحاديث على ألسنة الناس.
2. الفوائد الدراري في ترجمة الإمام البخاري.
3. إضاءة البدرين في ترجمة الشيخين.
4. تحفة أهل الإيمان فيما يتعلق برجب وشعبان ورمضان.
5. نصيحة الاخوان فيما يتعلق برجب وشعبان ورمضان.
6. الأجوبة المحققة عن الأسئلة المفرقة.
7. الكواكب المنيرة المجتمعة في تراجم الأئمة المجتهدين الأربعة.
8. أربعون حديثا كل حديث من كتاب.
9. عقد الجوهر الثمين بشرح الحديث المسلسل بالدمشقيين.
10. أسنى الوسائل بشرح الشمائل.
11. استرشاد المسترشدين لفهم الفتح المبين على شرح الأربعين النووية لابن حجر المكي.
12. فتح المولى الجليل على أنوار التنزير وأسرار التأويل للبيضاوي.
13. بالفيض والجاري بشرح صحيح البخاري.[3]

## أخلاقه وشمائله
كان إسماعيل العجلوني حليما سليم الصدر، سالما من الغش والمقت، صابرا على الفاقة والفقر، ملازما للعبادات والتهجد والاشتغال بالدروس العامة والخاصة، كافا لسانه عما لا يعنيه مع وجاهة نيرة ولم يزل مستقيما على حالته الحسنة المرغوبة إلى أن مات، وكان ينظم الشعر.
قال الشيخ سعيد السمان في وصفه:
| العجلوني | خاتمة أئمة الحديث، ومن ألقت إليه مقاليدها بالقديم والحديث، اقتدح زناده فيه فأضاء، وشاع حتى ملأ الفضاء، آخذا بطرفي العلم والعمل، متسنما ذروة عن غيره بعيدة الأمل، يقطع آناء الليل تضرعا وعبادة، ويوسع أطراف النهار قراءة وإفادة، لا يشغله عن ترداده النظر في دفاتره مرام، ولا عن نشر طيبها نقض ولا إبرام، مع ورع ليس للرياء عليه سبيل، وغض البصر عما لا يعني من هذا القبيل، وهو وإن كانت عجلون تربة ميلاده، فإن الشام تشرفت بطارف فله وتلاده، فقد طلع في جبهتها شامة، وأرهف منصل فكرته بها وشامه، حتى صار هلاله بدرا، ومنازله طرفاً وقلبه صدرا | العجلوني |

وقال المؤرخ محمد خليل المرادي عنه:
| العجلوني | الشيخ الإمام العالم الهمام الحجة الرحالة العمدة الورع العلامة، كان عالما بارعا صالحا مفيدا محدثا مبجلا قدوة سندا خاشعا، له يد في العلوم، لا سيما الحديث والعربية وغير ذلك مما يطول شرحه، ولا يسع في هذه الطروس وصفة، له القدم الراسخة في العلوم، واليد الطولى في دقائق المنطوق والمفهوم | العجلوني |

## وفاته
وكانت وفاة الإمام إسماعيل العجلوني في دمشق في محرم الحرام 1162 هـ الموافق 1749.